# Jeffrey Lieber
Jeffrey Lieber američki je televizijski i filmski scenarist. Rođen je u Evanstonu, Illinois, SAD te je pohađao istoimenu srednju školu. Također je pohađao Illinoisov fakultet u Urbani-Champaign. Sudjelovao je u stvaranji serije Izgubljeni. Njegova posljednja serija Miami Medical otkazana je nakon 13 epizoda.